# Гудисон Парк
«Гу́дисон Парк» (англ. Goodison Park) — футбольный стадион в Ливерпуле, Англия. Построен в 1892 году. На протяжении 133 лет (1892—2025) являлся домашней ареной футбольного клуба «Эвертон». C сезона 2025/26 после переезда мужской команды «Эвертона» на новый стадион стал домашней ареной женской команды клуба. Вмещает 39 414 зрителей. На «Гудисон Парк» была построена первая в мире консольная трибуна (в 1971 году), поле стадиона было первым в английской лиге оборудовано подогревом.
«Эвертон» провёл в высшем дивизионе английского футбола наибольшее количество сезонов среди всех клубов и большую часть своей истории выступал на «Гудисон Парк». Это обстоятельство делает «Гудисон Парк» стадионом, на котором прошло наибольшее в сравнении с любым другим стадионом количество матчей высшего английского дивизиона (2327).
В 1966 году на стадионе прошло 5 матчей чемпионата мира, включая полуфинал. Этот факт делает «Гудисон Парк» единственным английским клубным стадионом, на котором проходил полуфинал чемпионата мира (второй полуфинал проходил на «Уэмбли», также как и финал, и матч за третье место).

## История

### Предыстория

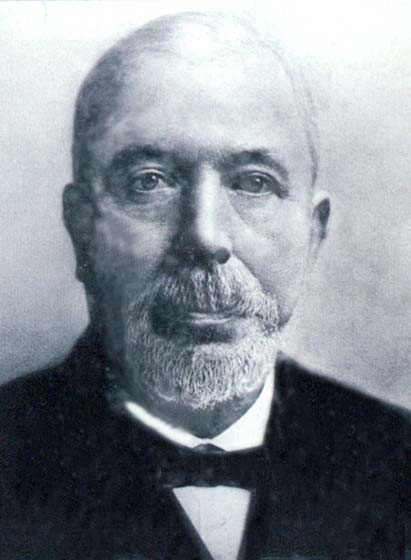
Джон Хоулдинг, председатель правления клуба в 1884—1892 годах

Изначально «Эвертон» проводил свои домашние матчи на открытом поле на юго-восточном углу открытого в 1870 году в Ливерпуле Стэнли Парка. Первый официальный матч клуба после переименования в «Эвертон» состоялся в Стэнли Парке 20 декабря 1879 года против команды «Сент-Питерс», вход на игру был свободным. В 1882 году человек по имени Дж. Крит передал в пользование клубу землю на улице Прайори-роуд, на которой были все необходимые помещения для профессионального клуба. Однако через два года Крит попросил команду покинуть его территорию, поскольку матчи привлекали всё больше зрителей, а толпа становилась всё более шумной.
Тогда «Эвертон» переехал на соседнюю улицу Энфилд-роуд, где были построены крытые трибуны: с 1884 по 1892 год «Эвертон» играл домашние матчи на стадионе «Энфилд». За это время клуб успел стать одним из основателей Футбольной лиги, а также выиграть свой первый чемпионат Англии — в сезоне 1890/91. Во время использования «Энфилда» в качестве домашнего стадиона «Эвертон» стал первым клубом в мире, который использовал сетку для ворот.
В начале 1890-х произошёл конфликт между председателем правления «Эвертона» Джоном Хоулдингом и комитетом управления клуба. После победы в чемпионате в 1891 году Хоулдинг выкупил участок, на котором располагался «Энфилд», и предложил увеличить арендную плату со 100 до 250 фунтов ежегодно. В итоге комитет управления «Эвертона», отказался удовлетворить его требования, и клуб переехал на поле, которое располагалось с противоположной стороны Стэнли Парка, где был построен «Гудисон Парк». В то же время Хоулдинг остался один с пустым стадионом, и 15 марта 1892 года им было принято решение сформировать новый футбольный клуб — «Ливерпуль».

### Строительство и открытие
Новый стадион был назван «Гудисон Парк», поскольку поле, на месте которого должен был появиться новый стадион, было расположено вдоль улицы Гудисон-роуд. Улица в свою очередь была названа в честь инженера-строителя Джорджа Гудисона.
Поле, на котором было решено строить стадион, принадлежало Кристоферу Лейланду, и «Эвертон» арендовал его до тех пор, пока клуб не смог выкупить участок. Изначально поле требовало проведения достаточно масштабных работ: части участка требовали выемки грунта, поле было выровнено, была установлена дренажная система и положен дёрн. Строительной фирме Kelly Brothers было поручено установить две открытые трибуны, каждая из которых могла бы вместить по 4000 зрителей. Также была запрошена третья крытая трибуна на 3000 зрителей. Общая стоимость этих работ составила 1640 фунтов стерлингов. «Эвертон» включил в контракт пункт о штрафных санкциях на случай, если работы не будут завершены к 31 июля. Представители «Эвертона» были впечатлены качеством работ, и впоследствии клубом были заключены ещё два контракта с Kelly Brothers: внешняя часть стадиона была построена за 150 фунтов стерлингов, а кроме того было установлено 12 турникетов по цене 7 фунтов стерлингов каждый.
Новый стадион был официально открыт 24 августа 1892 года и стал первым исключительно футбольным стадионом в Англии с тремя трибунами. При этом в день открытия на стадионе не проходило футбольного матча: вместо этого 12000 зрителей наблюдали за соревнованием по лёгкой атлетике, после которого состоялся концерт, а завершилось торжественное открытие фейерверком. Первый матч на «Гудисон Парк» был сыгран 2 сентября 1892 года: «Эвертон» в товарищеской игре оказался сильнее клуба «Болтон Уондерерс» (4:2). Уже на следующий день на стадионе состоялся и первый официальный матч: «Эвертон» сыграл вничью с «Ноттингем Форест» (2:2) в игре чемпионата Англии в присутствии 14 тысяч зрителей. Первую победу в официальном матче на «Гудисон Парк» «Эвертону» удалось одержать 24 сентября 1892 года в матче против клуба «Ньютон Хит» (ныне — «Манчестер Юнайтед») со счётом 6:0.
22 марта 1895 года на общем собрании клуба было единогласно принято решение о выкупе стадиона. Было заявлено, что покупка «Гудисон Парк» обойдётся клубу на 650 фунтов дешевле, чем могла бы обойтись покупка «Энфилда» тремя годами ранее. При этом, территория вокруг «Гудисона» была больше, а трибуны вмещали на 25 % больше зрителей.

### Дальнейшая история
К своему нынешнему виду «Гудисон Парк» приходил поэтапно. Первая реконструкция случилась летом 1895 года, когда была построена новая трибуна со стороны улицы Булленс-роуд (она обошлась клубу в 3407 фунтов стерлингов), а также установлена крыша над трибуной со стороны Гудисон-роуд (за неё клуб заплатил 403 фунта). В 1907 году была построена двухъярусная трибуна Парк Энд, стоимостью в 13 тысяч фунтов стерлингов. Её архитектором стал уроженец Ливерпуля Генри Хартли.
В 1909 году была построена новая трибуна со стороны Гудисон-роуд, спроектированная Арчибальдом Литчем. До 1971 года внутри этой трибуны располагались все офисные помещения клуба, а также помещения для игроков. Новую трибуну иногда называли «Мавритания Стэнд», сравнивая её таким образом с судном «Мавритания», которое курсировало из Ливерпульского порта, — в то время крупнейшим судном в мире.

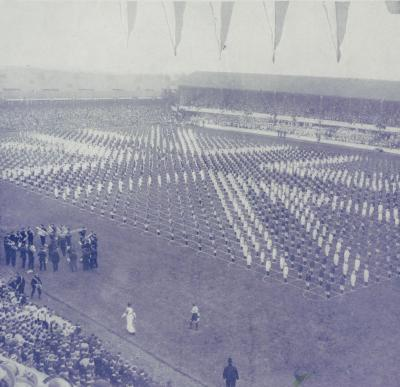
Визит короля Георга V на стадион в 1913 году

Следующее масштабное изменение случилось в 1926 году, когда со стороны Булленс-роуд была построена новая двухъярусная трибуна, похожая на ту, которая была построена ранее. Архитектором вновь стал Арчибальд Литч. Места на верхнем ярусе были сидячими, в то время как снизу располагалась стоячая терраса, которая получила название Загон (англ. The Paddock). Трибуна известна благодаря необычным балконным фермам, которые являются отличительной особенностью архитектора Литча. По состоянию на 2020 год, эти фермы сохранились только на трёх стадионах: помимо «Гудисон Парк» это «Айброкс» и «Фраттон Парк».
В 1931 году на «Гудисон Парк» появились первые в Англии крытые скамейки для тренерского штаба (замен, а соответственно и запасных футболистов, тогда не было). Идея была подсмотрена на стадионе «Абердина» «Питтодри», где такие скамейки появились впервые в мире по указанию главного тренера команды Дональда Колмана.
В 1938 году «Гудисон Парк» стал полностью двухъярусным стадионом: по проекту Литча была построена новая трибуна со стороны улицы Глэдис-стрит. Трибуна обошлась клубу в 50 тысяч фунтов стерлингов. Таким образом, «Гудисон Парк» стал первым стадионом с четырьмя двухъярусными трибунами в Англии.
Из-за близости к ливерпульским докам стадион сильно пострадал во время Второй мировой войны. Так, в 1940 году была повреждена трибуна Глэдис-стрит. Стоимость ущерба составила 5000 фунтов и была оплачена Комиссией по военному ущербу. Вскоре после завершения работ по восстановлению на «Гудисоне» состоялся самый посещаемый матч в истории: 18 сентября 1948 года мерсисайдское дерби между «Эвертоном» и «Ливерпулем» посетило 78 299 человек.
В 1957 году на стадионе появилось прожекторное освещение: 9 октября на «Гудисоне» был сыгран первый матч под искусственным освещением — против «Ливерпуля». За каждым углом поля были установлены прожекторные мачты высотой 56 метров каждая. Ещё через год «Гудисон Парк» стал первым стадионом Англии, который был оборудован системой подогрева поля: под полем был установлен электрический кабель длиной 30 километров. Система оказалась более эффективной, чем предполагалось, и дренажной системе стадиона не удавалось справиться с количеством воды, образовавшейся в результате таяния снега. Как следствие, в 1960 году на стадионе были проложены новые дренажные трубы.
В 1971 году «Гудисон Парк» первым среди английских стадионов обзавёлся табло. Впервые оно было использовано 20 ноября 1971 года во время матча против «Сандерленда».
Также в 1971 году на месте открытой в 1909 году двухъярусной трибуны со стороны Гудисон-роуд была открыта новая трёхъярусная. Данная реконструкция обошлась клубу в миллион фунтов стерлингов.
Когда в 1977 году вступил в силу Закон о безопасности спортивных площадок, вместимость «Гудисон Парк» значительно сократилась: с 56 тысяч зрителей до 35 тысяч. В основном это произошло из-за устаревших входов и выходов. Как следствие, клубу пришлось расстаться с 250 тысячами фунтов стерлингов, чтобы увеличить пропускную способность стадиона до 52 800 человек. В 1986 году вместимость стадиона составляла 53 419 мест, из которых 24 419 были сидячими.

### Последствия доклада Тейлора
В начале 1990-х годов вместимость стадиона значительно снизилась после публикации доклада Тейлора и соответствующих решений правительства Великобритании о необходимости перестройки всех стадионов в полностью сидячие. На тот момент на трёх трибунах «Гудисона» имелись стоячие места: трибуны Булленс-роуд, Глэдис-стрит и Парк Энд необходимо было реконструировать. В то же время ограждения вокруг трибун были сняты сразу же после трагедии на Хиллсборо. Матч между «Эвертоном» и «Лутон Таун» в 1991 году стал последним, когда зрители могли стоять на трибуне Глэдис-стрит. Дольше всего стоячие места оставались на трибуне Парк Энд, но они были доступны крайне редко и только для крупных матчах. Причиной этого было то, что данную трибуну, в отличие от Глэдис-стрит и Булленс-роуд, решили демонтировать и построить заново, что произошло в 1994 году: старая трибуна была заменена новой одноярусной консольной трибуной.
В начале XXI века «Гудисон Парк» не претерпевал значительных изменений. Вместо этого «Эвертон» сосредоточился на поиске места для возможности построить новый стадион.

### Переезд «Эвертона» на новый стадион
В январе 2017 года «Эвертон» объявил, что планирует построить новый стадион в районе доков Брэмли-Мур, а в середине 2019 года представил проект нового стадиона.
8 апреля 2020 года «Эвертон» сообщил, что клубом была подана заявка в Городской совет Ливерпуля на общее планирование территории на участке, где сейчас расположен стадион «Гудисон Парк». Согласно проекту под названием «Наследие „Гудисон Парк“» (англ. Goodison Park Legacy), после возведения нового стадиона «Эвертона» на месте «Гудисона» появится новое общественное пространство. Оно будет включать в себя высококачественное и доступное жилье, многоцелевой медицинский центр под руководством сообщества Everton in the Community, торговые площади, зону для молодёжных инициатив и стартапов, офисные и деловые помещения, а также зелёную зону. При этом дизайн многих объектов будет отдавать дань уважения футбольному прошлому квартала.
По оценкам «Эвертона», в совокупности оба проекта внесут вклад в экономику Мерсисайда на 1 миллиард фунтов стерлингов, создадут до 15 тысяч новых рабочих мест, будут привлекать 1,4 миллиона посетителей в Ливерпуль каждый год и предоставят дополнительные 237 миллионов фунтов стерлингов на социальные нужды.
23 февраля 2021 года Городской совет Ливерпуля единогласно одобрил планы «Эвертона» как по строительству нового стадиона, так и по переиспользованию территории, на которой располагается «Гудисон Парк». 26 марта 2021 года эти планы были одобрены Правительством Великобритании.
15 декабря 2023 года «Эвертон» официально подтвердил, что сезон 2024/25 станет для клуба последним на «Гудисон Парк».
Весной 2025 года стало известно, что «Эвертон» рассматривает вариант отказа от сноса «Гудисон Парк» и переезда на него женской команды клуба. 13 мая 2025 года клуб официально подтвердил, что с сезона 2025/26 «Гудисон Парк» станет домашней ареной для женской команды «Эвертона». В связи с этим проект «Наследие „Гудисон Парк“» будет пересмотрен.
18 мая 2025 года «Эвертон» провёл свой заключительный в истории домашний матч на стадионе «Гудисон Парк», в котором обыграл «Саутгемптон» со счётом 2:0.

## Структура стадиона

Схема стадиона

По состоянию на 2025 год стадион вмещает 39 414 зрителей и состоит из четырёх трибун:
- Трибуна Гудисон-роуд (англ. Goodison Road Stand);
- Трибуна Булленс-роуд (англ. Bullens Road Stand);
- Трибуна Глэдис-стрит (англ. Gwladys Street End);
- Трибуна Парк Энд (англ. Park End).

### Трибуна Гудисон-роуд
Построена в период с 1969 по 1971 год, заменив большую двухэтажную трибуну 1909 года. Трибуна Гудисон-роуд состоит из двух ярусов, причём нижний ярус также состоит из двух отдельных частей. Каждому уровню дано отдельное название. Средний уровень известен как Основная трибуна (англ. The Main Stand). Перед ней находится ещё одна сидячая секция, известная как Семейная трибуна (англ. The Family Enclosure). Изначально нижняя часть трибуны была стоячей. Наконец Верхний балкон (англ. The Top Balcony) — это самая высокая часть стадиона. Трибуна была полностью переделана в стоячую в 1987 году и в настоящее время вмещает 12 664 человека.
На трибуне Гудисон-роуд также расположены конференц-залы и помещений гостеприимства. В дни без футбольных матчей там регулярно проходят конференции, свадьбы, встречи и вечеринки.

### Трибуна Булленс-роуд

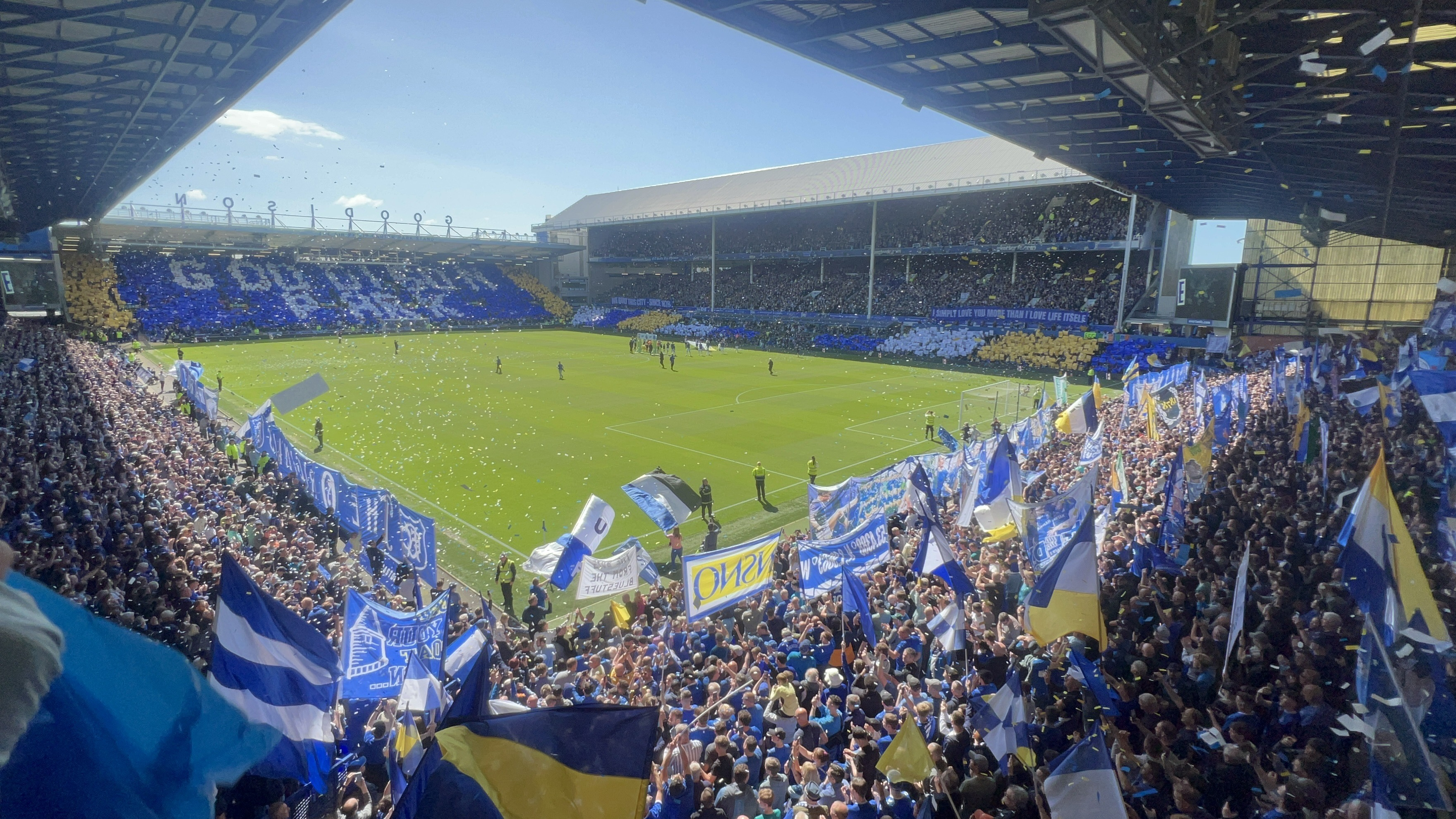
«Гудисон Парк» в 2025 году

Трибуна Булленс-роуд берёт своё название от примыкающей к ней улице Булленс-роуд. Трибуна расположена с восточной стороны от футбольного поля и имеет схожую конструкцию с трибуной Гудисон-роуд: самый нижний уровень исторически имеет название Загон (англ. The Paddock) — раньше здесь располагались стоячие месте, средний уровень называют Нижний Булленс (англ. The Lower Bullens), верхний уровень — Верхний Булленс (англ. The Upper Bullens). В южной части трибуны располагаются места для гостевых болельщиков. Северная часть трибуны соединяется с трибуной Глэдис-стрит. В настоящее время трибуна рассчитана на 10 546 мест.

### Трибуна Глэдис-стрит
Двухъярусная трибуна Глэдис-стрит Говарда Кендалла располагается за северными воротами стадиона. Ярусы этой трибуны известны как Верхний Глэдис (англ. The Upper Gwladys) и Нижний Глэдис (англ. The Lower Gwladys). На Глэдис-стрит традиционно располагаются самые шумные и эмоциональные болельщики «Эвертона». Обычно если перед началом матча «Эвертон» выигрывает жеребьёвку, то капитан команды выбирает ворота так, чтобы во втором тайме «Эвертон» атаковал именно в сторону Глэдис-стрит. В настоящее время трибуна вмещает 10 611 человек. В 2016 году трибуне было присвоено имя Говарда Кендалла — наиболее успешного тренера «Эвертона» в истории.

### Трибуна Парк Энд

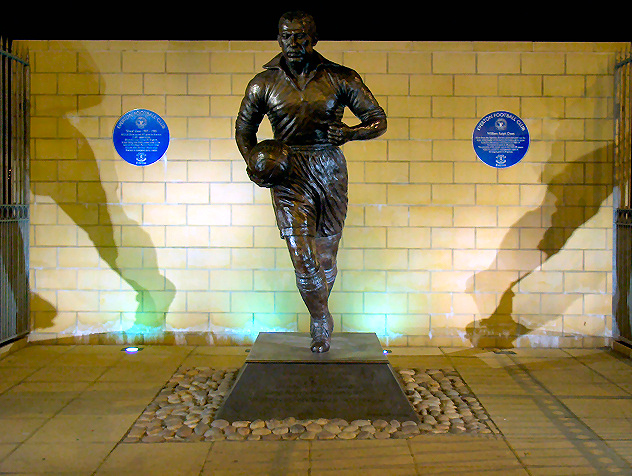
Памятник Дикси Дину возле трибуны Парк Энд

Трибуна Парк Энд Филипа Картера располагается за южными воротами. Трибуна находится со стороны улицы Уолтон-лейн, за которой располагается Стэнли Парк, благодаря которому трибуна и получила своё название (изначально трибуна носила название Стэнли Парк Энд). Трибуна Парк Энд приняла свой нынешний вид в 1994 году и в настоящее время является единственной одноярусной и одновременно самой маленькой трибуной стадиона (5 750 мест).
В 1970-х и 1980-х трибуна использовалась для размещения гостевых болельщиков. До 1994 трибуна была двухъярусной, места в нижнем ярусе были стоячими. В 2016 году трибуне было присвоено имя сэра Филипа Картера — бывшего председателя правления и президента «Эвертона».
Рядом с трибуной располагается памятник лучшему бомбардиру в истории «Эвертона» Дикси Дину.

### Футбольное поле
Размеры футбольного поля по состоянию на 2022 год составляют 100.48 м в длину и 68 м в ширину. В качестве покрытия используется гибридная травяная система Desso GrassMaster.
Под футбольным полем захоронено около восьми сотен урн с прахом как болельщиков клуба, так и нескольких легендарных игроков команды, например, Дикси Дина. В 2004 году клуб в связи с нехваткой места для новых урн был вынужден отказаться от практики захоронения под полем стадиона.

### Церковь Святого Луки

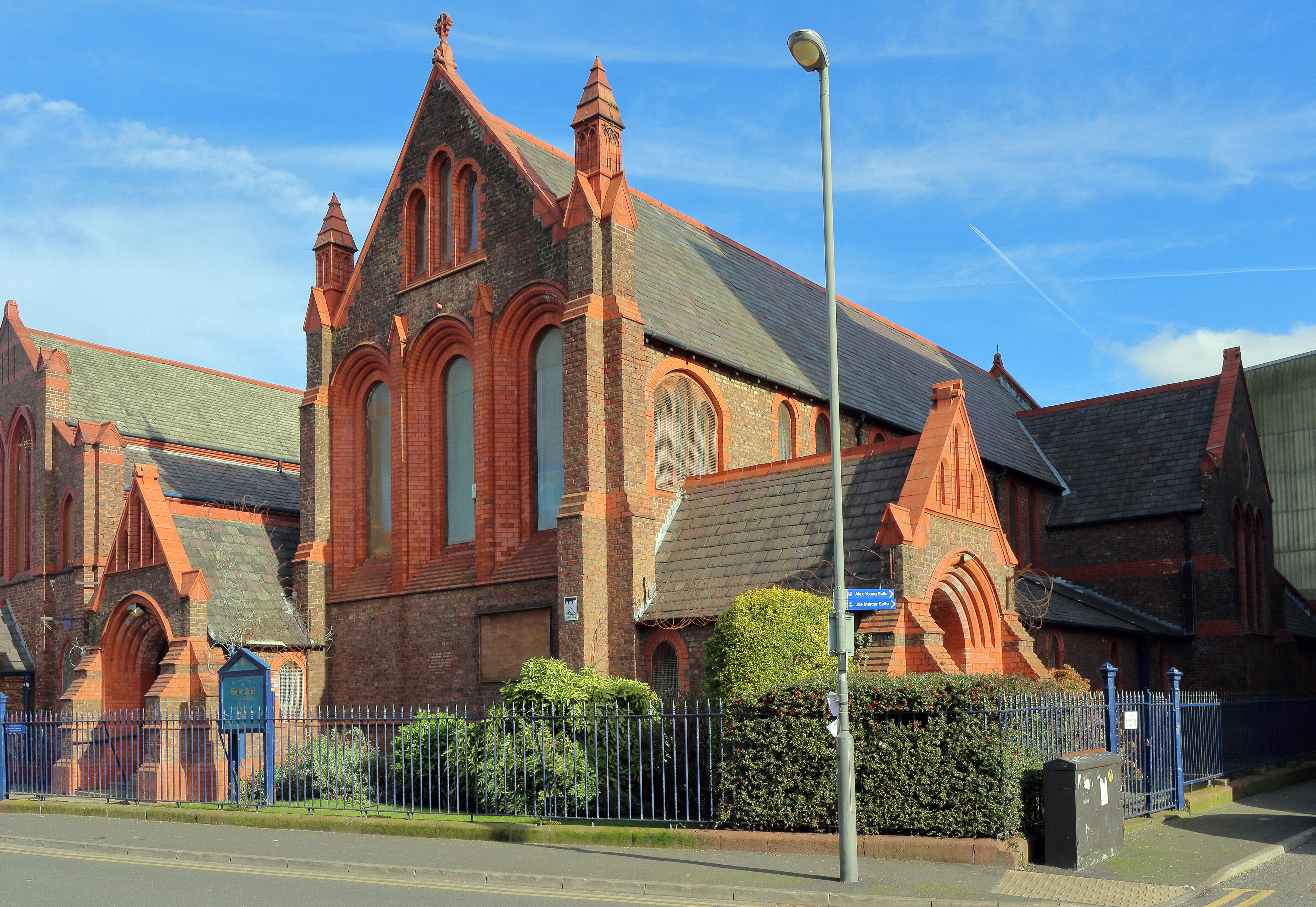
Церковь Святого Луки

«Гудисон Парк» уникален ещё и тем, что прямо на территории стадиона находится действующая англиканская Церковь Святого Луки. Она располагается между трибунами Гудисон-роуд и Глэдис-стрит. Церковь является одним из символов футбольного клуба. Из-за воскресных служб «Эвертон» не проводит ранние матчи по воскресеньям. В церкви проходили похороны некоторых бывших игроков «Эвертона», например, Брайана Харриса.
В дни матчей церковь открывается за два с половиной часа до стартового свистка и предлагает фанатам выпить чашку чая или перекусить.
В мае 2019 года возле церкви был установлен памятник «святой троице» «Эвертона»: Говарду Кендаллу, Алану Боллу и Колину Харви.

## Другие варианты использования стадиона

### Прочие футбольные матчи
В 1894 году «Гудисон Парк» принимал финал Кубка Англии, в котором «Ноттс Каунти» со счётом 4:1 обыграл «Болтон Уондерерс». В 1910 году на стадионе состоялась переигровка финала Кубка Англии между «Ньюкаслом» и «Барнсли». Победу со счётом 2:1 одержал «Ньюкасл». Также неоднократно стадион выступал в качестве нейтральной арены для полуфиналов Кубка Англии. Дважды на стадионе проводился Суперкубок Англии: в 1963 и 1966 годах.
Восемь раз в 1895—1953 годах «Гудисон Парк» принимал домашние игры сборной Англии в Домашнем чемпионате Великобритании. Кроме того, в 1973 году две «домашние» игры в рамках этого турнира на «Гудисоне» провела сборная Северной Ирландии. Сборная Англии также трижды проводила на стадионе домашние товарищеские матчи: в 1949, 1951 и 1966 годах, причём матч проигранный англичанами сборной Ирландии 21 сентября 1949 года со счётом 0:2 стал первым домашним поражением «трёх львов» от сборной страны, не входящей в Великобританию.
Несколько раз «Гудисон Парк» выступал в качестве домашнего стадиона для молодёжной сборной Англии.
В 1966 году стадион принял 5 матчей чемпионата мира. Стадион принял три матча группового этапа турнира, четвертьфинал и полуфинал.
| Дата и время начала | Команда 1  | Счёт | Команда 2 | Этап            | Зрителей |
| ------------------- | ---------- | ---- | --------- | --------------- | -------- |
| 12 июля, 19:30      | Бразилия   | 2:0  | Болгария  | Группа 3. 1 тур | 47 308   |
| 15 июля, 19:30      | Венгрия    | 3:1  | Бразилия  | Группа 3. 2 тур | 51 387   |
| 19 июля, 19:30      | Португалия | 3:1  | Бразилия  | Группа 3. 3 тур | 58 479   |
| 23 июля, 15:00      | Португалия | 5:3  | КНДР      | Четвертьфинал   | 40 248   |
| 25 июля, 19:30      | ФРГ        | 2:1  | СССР      | Полуфинал       | 38 273   |

## Посещаемость

Средняя посещаемость по годам на «Гудисон Парк»

В эпоху игры на стадионе «Гудисон Парк» средняя посещаемость домашних игр «Эвертона» почти всегда была одна из наибольших в стране. Лишь 6 раз в истории «Гудисон Парк» не входил в топ-10 наиболее посещаемых стадионов Англии. 13 раз «Гудисон Парк» становился наиболее посещаемым стадионом чемпионата Англии.
Наибольшая средняя посещаемость «Гудисон Парк» была зафиксирована в сезоне 1962/63 и составила 51 603 зрителя.
Наименьшая средняя посещаемость была зафиксирована в первом сезоне на «Гудисон Парк» 1892/93 — 13 230 зрителей (крупнейшая средняя посещаемость среди всех английских стадионов в том сезоне).

### Наибольшая посещаемость
- Это список матчей с наибольшей посещаемостью на стадионе[19].

| № | Соперник                | Дата             | Посещаемость | Турнир          |
| - | ----------------------- | ---------------- | ------------ | --------------- |
| 1 | Ливерпуль               | 18 сентября 1948 | 78 299       | Первый дивизион |
| 2 | Манчестер Юнайтед       | 14 февраля 1953  | 77 920       | Кубок Англии    |
| 3 | Престон Норт Энд        | 28 августа 1954  | 76 839       | Первый дивизион |
| 4 | Блэкберн Роверс         | 29 января 1958   | 75 818       | Кубок Англии    |
| 5 | Вулверхэмптон Уондерерс | 27 декабря 1954  | 75 322       | Первый дивизион |

## Транспорт
«Гудисон Парк» расположен в трёх километрах от центра Ливерпуля. Ближайшим вокзалом к стадиону является вокзал Ливерпуль Лайм-стрит. Ближайшая станция ливерпульского метрополитена — Киркдейл — располагается примерно в 800 метрах от стадиона.
На территории стадиона имеется парковка для болельщиков на 230 мест, в то время, как на улицах, прилегающих к стадиону, парковать машину могут только жители со специальным разрешением.